# Oberursel U I

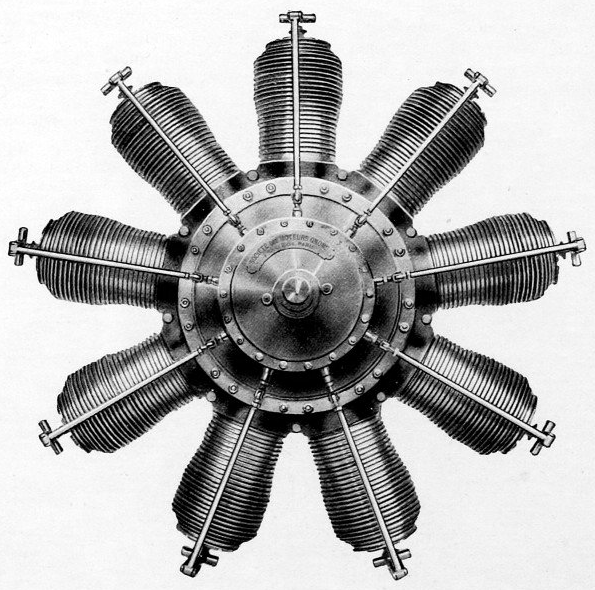
Das französische Gegenstück des U I, der Gnome Delta

Der Oberursel U I war ein Flugmotor des Ersten Weltkrieges und der erste in Großserie hergestellte deutsche Umlaufmotor.

## Entwicklung
Die Motorenfabrik Oberursel erwarb 1913 vom französischen Hersteller Gnôme die Fertigungslizenz für den Siebenzylinder-Umlaufmotor Gnome Lambda, den sie 1914 als U O produzierte. Daraus entstand als Gegenstück zum Gnôme-Typ Delta der U I als leistungsgesteigerte Weiterentwicklung mit neun Zylindern. Die Produktion lief 1915 an und umfasste 1009 Exemplare, die hauptsächlich in den Pfalz- und Fokker-Eindeckern in den Kriegsjahren 1915/16 zum Einsatz kamen. Als problematisch im Betrieb erwies sich die Beschaffung des zur Schmierung benötigten hochwertigen Rizinusöls. Als Nachfolger erschien der Doppelsternmotor U II mit 18 Zylindern, dessen Entwicklung aber aufgrund seiner hohen Kreiselrotationskräfte nicht weiter verfolgt wurde.

## Verwendung

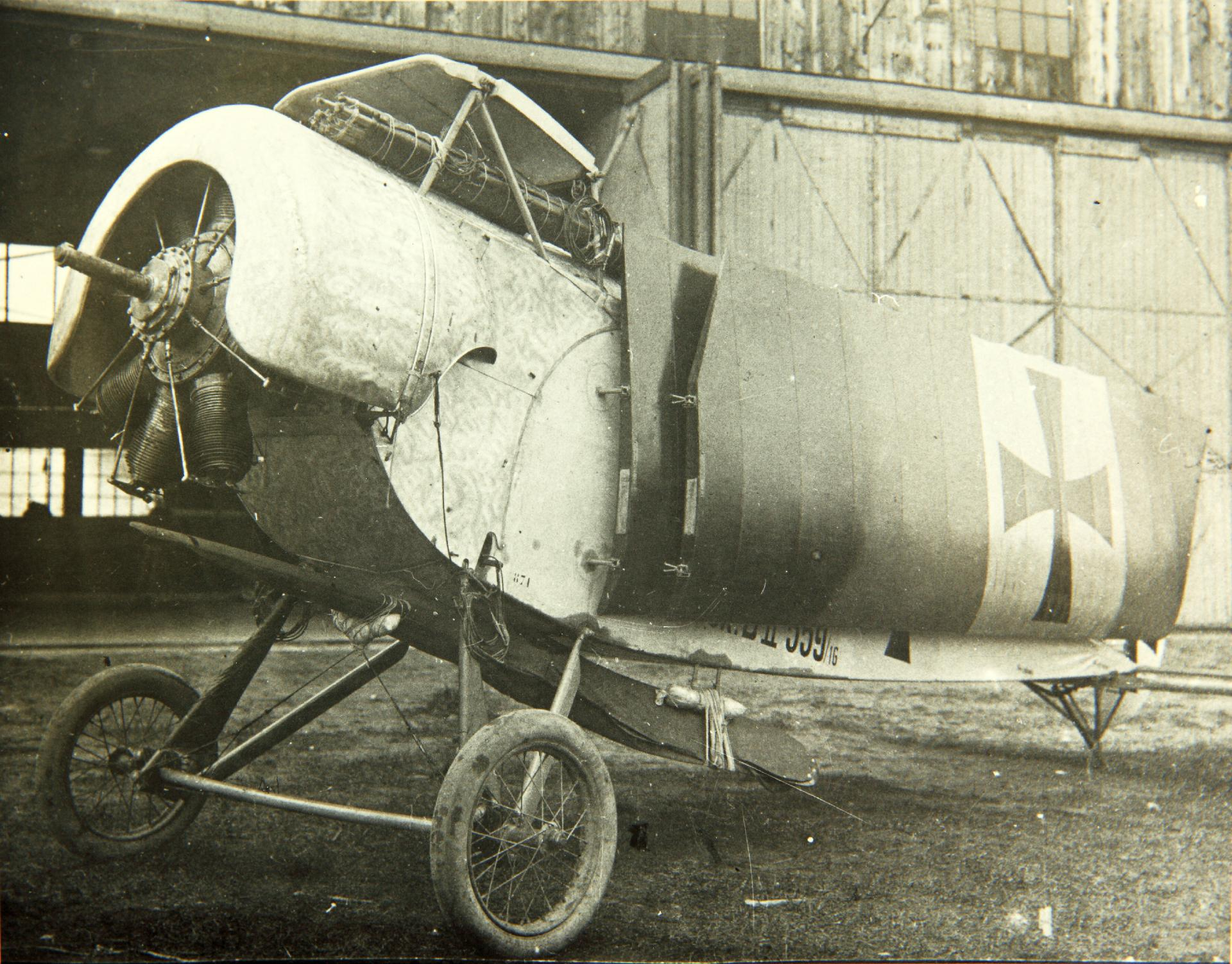
U I in einer Fokker D II

- Euler D I und D II
- Fokker E III
- Fokker D II und D V
- Gotha LD 1, LD 3, LD 4 und LD 5
- Pfalz A II
- Pfalz E II, E III und E VI
- Siemens-Schuckert E III

## Technische Daten
| Kenngröße             | Daten                                  |
| --------------------- | -------------------------------------- |
| Hersteller            | Motorenfabrik Oberursel AG             |
| Entwicklungsland      | Deutsches Reich                        |
| Entwicklungsjahr      | 1914                                   |
| Bauform               | luftgekühlter Neunzylinder-Umlaufmotor |
| Bohrung               | 125 mm                                 |
| Hub                   | 150 mm                                 |
| Hubraum               | 16,3 l                                 |
| Länge                 | 1179 mm                                |
| Breite                | 1020 mm                                |
| Höhe                  | 1020 mm                                |
| Masse                 | 125 kg                                 |
| effektive Leistung    | 110 PS (81 kW) am Boden                |
| Nennleistung          | 100 PS (74 kW) bei 1200/min            |
| Kraftstoffverbrauch   | 354 g/PSh                              |
| Schmierstoffverbrauch | 86 g/PSh                               |